# ’s gibt nur a Kaiserstadt, ’s gibt nur a Wien
’s gibt nur a Kaiserstadt, ’s gibt nur a Wien ist eine Schnellpolka von Johann Strauss Sohn (op. 291). Das Werk wurde am 8. Oktober 1864 in der Orchesterversion in Pawlowsk in Russland erstmals aufgeführt. Die Uraufführung der kombinierte Chor- und Orchesterversion erfolgte am 3. Februar 1874 im Dianabad-Saal in Wien.